# Élections législatives de 1956 en Moselle
Les élections législatives de 1956 en Moselle sont des élections françaises qui ont eu lieu le 2 janvier 1956 dans le département de Moselle dans le cadre des élections législatives françaises de 1956, sous la IVe République.
Ce sont les dernières élections législatives de la Quatrième république, après les élections de novembre 1946 et de juin 1951.

## Mode de scrutin
L'Assemblée nationale est composée de 626 sièges pourvus au scrutin proportionnel plurinominal suivant la règle de la plus forte moyenne dans le cadre départemental, sans panachage.
Le vote préférentiel est admis, en inscrivant un numéro d'ordre en face du nom d'un, de plusieurs ou de tous les candidats de la liste. Mais l'ordre ne pourra être modifié que si au moins la moitié des suffrages portés sur la liste est numéroté. Dans les faits les modifications ne dépasseront jamais les 7%.
La loi électorale du 7 mai 1951, dite loi des apparentements, reste en vigueur. Elle permet à la base une répartition des sièges à la représentation proportionnelle dans le département, mais si des listes « apparentées » avant le déroulement du scrutin obtiennent ensemble une majorité absolue de suffrages exprimés, elles reçoivent directement tous les sièges à pourvoir.
Dans le département de Moselle sept députés sont à élire.

## Élus
| Député sortant | Parti | Parti    | Député élu ou réélu | Parti | Parti |
| -------------- | ----- | -------- | ------------------- | ----- | ----- |
| Pierre Muller  |       | PCF      | Émile Engel         |       | MRP   |
| Robert Schuman |       | MRP      | Robert Schuman      |       | MRP   |
| Joseph Schaff  |       | MRP      | Joseph Schaff       |       | MRP   |
| René Peltre    |       | CNIP     | Hippolyte Ramel     |       | CNIP  |
| Raymond Mondon |       | ARS      | Raymond Mondon      |       | ARS   |
| Jules Thiriet  |       | ARS      | Jules Thiriet       |       | ARS   |
| Alfred Krieger |       | Rép. soc | Jean Seitlinger     |       | MRP   |

## Résultats

### Résultats à l'échelle du département
- Un apparentement de type Front Républicain est concrétisé entre les listes Rad-soc, Rép. soc et SFIO.
- Un autre est conclu en soutien à la majorité sortante, entre les listes MRP et CNIP-ARS.

| Parti    | Parti     | Tête de liste    | Résultats | Résultats | Appar. | Appar. | Sièges |
| Parti    | Parti     | Tête de liste    | Voix      | %         | Voix   | %      | Nb.    |
| -------- | --------- | ---------------- | --------- | --------- | ------ | ------ | ------ |
|          | MRP       | Robert Schuman   | 171 286   | 50,38     | 94 197 | 27,71  | 4 2    |
|          | CNIP-ARS  | Raymond Mondon   | 171 286   | 50,38     | 77 089 | 22,67  | 3      |
|          | Rad-soc   | Mr Leissner      | 66 699    | 19,62     | 33 155 | 9,75   | -      |
|          | Rép. soc  | Alfred Krieger   | 66 699    | 19,62     | 17 639 | 5,19   | - 1    |
|          | SFIO      | Pierre Thil      | 66 699    | 19,62     | 15 905 | 4,68   | -      |
|          | PCF       | Pierre Muller    | 65 523    | 19,27     | -      | -      | - 1    |
|          | UFF       | Jean Noblesse    | 32 348    | 9,52      | 25 162 | 7,40   | -      |
|          | Act° civ. | Louis Weber      | 32 348    | 9,52      | 7 186  | 2,11   | -      |
|          | Soc. ind  | Ferdinand Pellat | 141       | 0,04      | -      | -      | -      |
|          |           |                  |           |           |        |        |        |
| Inscrits | Inscrits  | Inscrits         | 414 294   | 100,00    |        |        | 7      |
| Votants  | Votants   | Votants          | 354 335   | 85,53     |        |        |        |
| Exprimés | Exprimés  | Exprimés         | 339 983   | 95,95     |        |        |        |

- L'apparentement de droite réunit la majorité absolue des suffrages, il remporte ainsi la totalité des sièges. Ces derniers sont répartis à la proportionnelle entre les apparentés.